# Selenosporella curvispora
Selenosporella curvispora är en svampart som beskrevs av G. Arnaud ex MacGarvie 1969. Selenosporella curvispora ingår i släktet Selenosporella, klassen Sordariomycetes, divisionen sporsäcksvampar och riket svampar.   Inga underarter finns listade i Catalogue of Life.